# Agop Dilaçar
Agop Martayan Dilaçar (Constantinople, 22 mai 1895 – Istanbul, 12 septembre 1979) était un linguiste arménien de Turquie, spécialisé dans les langues turques et spécialiste des langues occidentales à l'Association de la langue turque,.

## Biographie
Agop Dilaçar est né à Constantinople, sous le nom Agop Martayan, en 1895. Il est diplômé du Robert College en 1915. En plus de l'arménien et du  turc, il connaissait l'anglais, le grec, l'espagnol, le latin, l'allemand, le russe et le bulgare. Il a travaillé comme lecteur d'anglais au Robert College, et d'ottoman et de langues orientales anciennes à l'université de Sofia, en Bulgarie.
Il a été invité le 22 septembre 1932, en tant que linguiste au Premier Congrès de langue turque qui avait lieu au Palais de Dolmabahçe et qui était supervisé par Mustafa Kemal Atatürk, fondateur et premier président de la république de Turquie, ainsi que deux autres linguistes d'origine arménienne, İstepan Gurdikyan et Kevork Simkeşyan. Il a poursuivi son travail et ses recherches sur le turc en tant que spécialiste en chef des langues occidentales à l'Association de la langue turque à Ankara. À la suite de la Loi sur les noms de famille en 1934, Atatürk lui a suggéré de prendre le nom de Dilaçar (signifiant littéralement ouvreur de langue), qu'il a été content d'accepter.
Il a enseigné l'histoire de la langue à l'université d'Ankara entre 1936 et 1951. Il était aussi le conseiller en chef de Türk Ansiklopedisi (Encyclopédie turque), entre 1942 et 1960. Il a occupé son poste et continué ses recherches en linguistique à l'Association de la langue turque jusqu'à son décès en 1979.

## Publications
- Les Bases bio-psychologiques de la théorie Güneş Dil (1936)
- Azeri Türkçesi (Turc azéri, 1950)
- Batı Türkçesi (Turc de l'Ouest, 1953)
- Lehçelerin Yazılma Tarzı (Style d'écriture des dialectes)
- Türk Dil ve Lehçelerinin Tasnifi Meselesi (Question de la classification des langues et dialectes turcs, 1954)
- Devlet Dili Olarak Türkçe (Le Turc en tant que langue d'État, 1962)
- Wilhelm Thomsen ve Orhon Yazıtlarının Çözülüşü (Wilhelm Thomson et le Déchiffrage de l'alphabet de l'Orkhon, 1963)
- Türk Diline Genel Bir Bakış (Un aperçu général de la langue turque, 1964)
- Türkiye'de Dil Özleşmesi (La Purification de la langue en Turquie, 1965)
- Dil, Diller ve Dilcilik (Langue, langues et linguistique, 1968)
- Kutadgu Bilig İncelemesi (Recherche de Kutadgu Bilig, 1972)
- Anadili İlkeleri ve Türkiye Dışındaki Uygulamalar (Les Principes de la langue maternelle et ses applications en dehors de la Turquie, 1978)